# Indijski muntjak
Indijski muntjak (lat. Muntiacus muntiak) je vrsta iz obitelji jelena. 
Jedna je od 11 vrsta jelena u Aziji. Indijski muntjak je među najraširenijima, ali najmanje poznatim od svih sisavaca u Južnoj Aziji. Obitava u državama kao što su: Bangladeš, Kina (jug), Indija, Šri Lanka, Nepal, Pakistan, Kambodža, Vijetnam, Indonezija, Malezija. Najviše ih ima u jugoistočnoj Aziji.
Indijski muntjac ima kratku, ali vrlo mekanu, gustu dlaku, posebno one jedinke, koje žive u hladnijim krajevima. Boje krzna su od tamnosmeđe do žućkaste i sivkasto-smeđe, ovisno o sezoni. Dlaka je zlatna na leđnoj strani i bijela na trbušnoj strani tijela, udovi su tamno smeđe do crvenkasto smeđe boje, a lice je tamno smeđe. Uši imaju vrlo malo dlake, koja ih jedva pokriva. Mužjaci imaju rogove, koji su vrlo kratki, oko 1-2 cm. Mužjaci su općenito veći od ženki. Duljina tijela varira 35-53 cm u širini, a visina se kreće u rasponu od 15-26 cm. Odrasla jedinka teži 15-30 kg. 
Muntjak je jedna od najstarijih vrsta jelena. Zadržao je reliktne očnjake. Ova životinja je vrlo sramežljiva i ne voli putovati na otvorenom terenu. Njegovo ponašanje bitno se razlikuje od ostalih članova obitelji jelena. Izbjegava kontakte s drugim životinjama i čovjekom. Rijetko se viđa grupa od dva ili tri muntjaka zajedno.
Glasanje se značajno razlikuje od ostalih vrsta jelena. Podsjeća na lajanje psa pa je jedno od imena za indijskoga muntjaka i "jelen koji laje".
Lane dolazi na svijet u kolovozu-rujnu. Majka ga pažljivo skriva u neprobojnim šikarama. Ženska liže mladunčad dugim grubim jezikom, koji pomaže i da dođe do visokih grana i lišća. Muntjak je jako vezan za rodno mjesto u kojem obitava u velikoj mjeri, tijekom cijeloga života. Čak i ima stalne putove po kojima se kreće.
.